# Javiera Parada
Javiera Paz Parada Ortiz (Santiago, 10 de mayo de 1974) es una actriz, activista y política chilena. Se desempeñó como agregada cultural de Chile en los Estados Unidos entre 2014 y 2016.

## Familia
Hija de María Estela Ortiz —quien se ha desempeñado como vicepresidenta de la Junta Nacional de Jardines Infantiles (Junji) y secretaria ejecutiva del Consejo Nacional de la Infancia— y del sociólogo José Manuel Parada, militante del Partido Comunista y miembro de la Vicaría de la Solidaridad. Es bisnieta del escritor Manuel Rojas y nieta de los actores Roberto Parada y María Maluenda.
Su padre fue asesinado en marzo de 1985 por la dictadura militar, junto con otros dos militantes comunistas —Manuel Guerrero y Santiago Nattino—, en el hecho denominado por la prensa como «Caso Degollados». Su abuelo materno, Fernando Ortiz, también militante comunista, fue detenido y desaparecido por la dictadura en 1976.

## Carrera artística
Estudió danza de pequeña, y se inició en la actuación a mediados de la década de 1980, participando en las teleseries La torre 10 (1984) y Marta a las ocho (1985), ambas de Televisión Nacional de Chile dirigidas por Vicente Sabatini y protagonizadas por Sonia Viveros. Sin embargo, su carrera televisiva se vio truncada con el asesinato de su padre en 1985. En 1987, con trece años, ingresó a las Juventudes Comunistas, pero desertó tres años más tarde.
Habiendo logrado la mayoría de edad, en 1992 se trasladó a vivir a Barcelona, España, donde estudió teatro y ejerció como gestora cultural. En 2005 regresó a Chile, trabajando en la Dirección de Asuntos Culturales del Ministerio de Relaciones Exteriores y en la Fundación Teatro a Mil. En 2009 participó en la película Teresa de Tatiana Gaviola.

## Activista política

### Militante de Revolución Democrática y agregada cultural

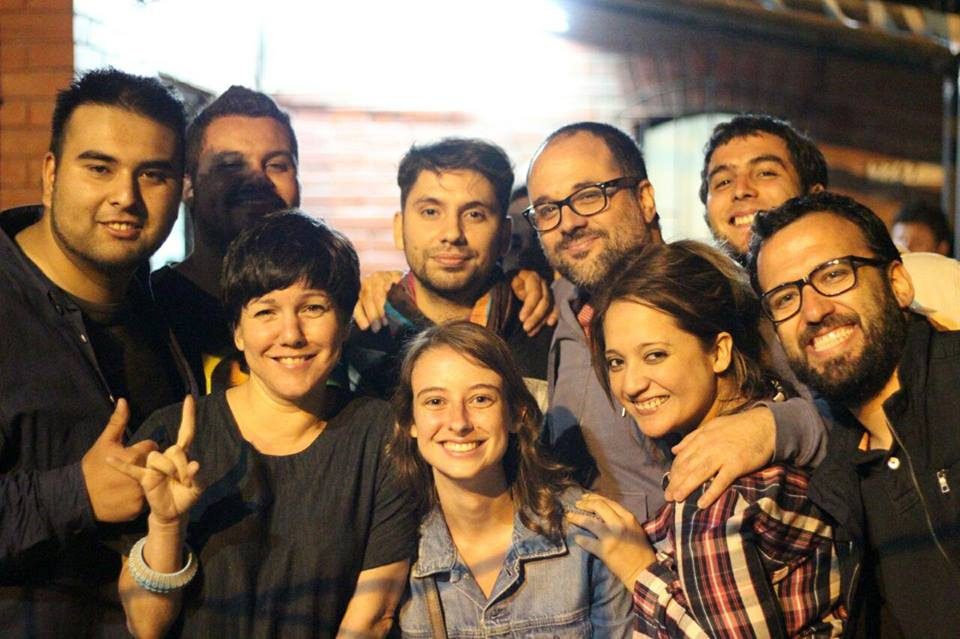
Parada junto a otros militantes de Revolución Democrática en 2016, como Fabrizio Copano y Pablo Vidal.

Se integró al movimiento Revolución Democrática (RD) en 2012. Al año siguiente se sumó como encargada de temas culturales al comando de la campaña presidencial de Michelle Bachelet, cargo al cual renunció en mayo de 2013 tras la decisión de la Nueva Mayoría de no realizar elecciones primarias parlamentarias. Luego se sumó a la campaña Marca tu voto.
En mayo de 2014 fue designada por la presidenta Bachelet como agregada cultural de la Embajada de Chile en los Estados Unidos. En octubre de 2014 se dio a conocer que Parada desempeñaba sus funciones en la ciudad de Nueva York, a diferencia de sus predecesores, y aun cuando la embajada tiene su sede en Washington D. C. El 18 de mayo de 2016, el Ministerio de Relaciones Exteriores comunicó que Parada había renunciado al cargo.
Parada sería candidata por RD en las elecciones parlamentarias de 2017, sin embargo el Consejo Político del partido descartó esa posibilidad debido a un accidente de tránsito en el que participó a mediados de marzo, cuando estaba bajo los efectos del alcohol. En enero de 2019 se presentó a las elecciones internas de RD junto a la lista «Unidas para crear», que obtuvo el 39% de las preferencias, siendo derrotada por la lista «Nueva Revolución», encabezada por Catalina Pérez, quien se convirtió en presidenta del partido.

### Colaboración con el gobierno de Piñera y giro a la centroderecha

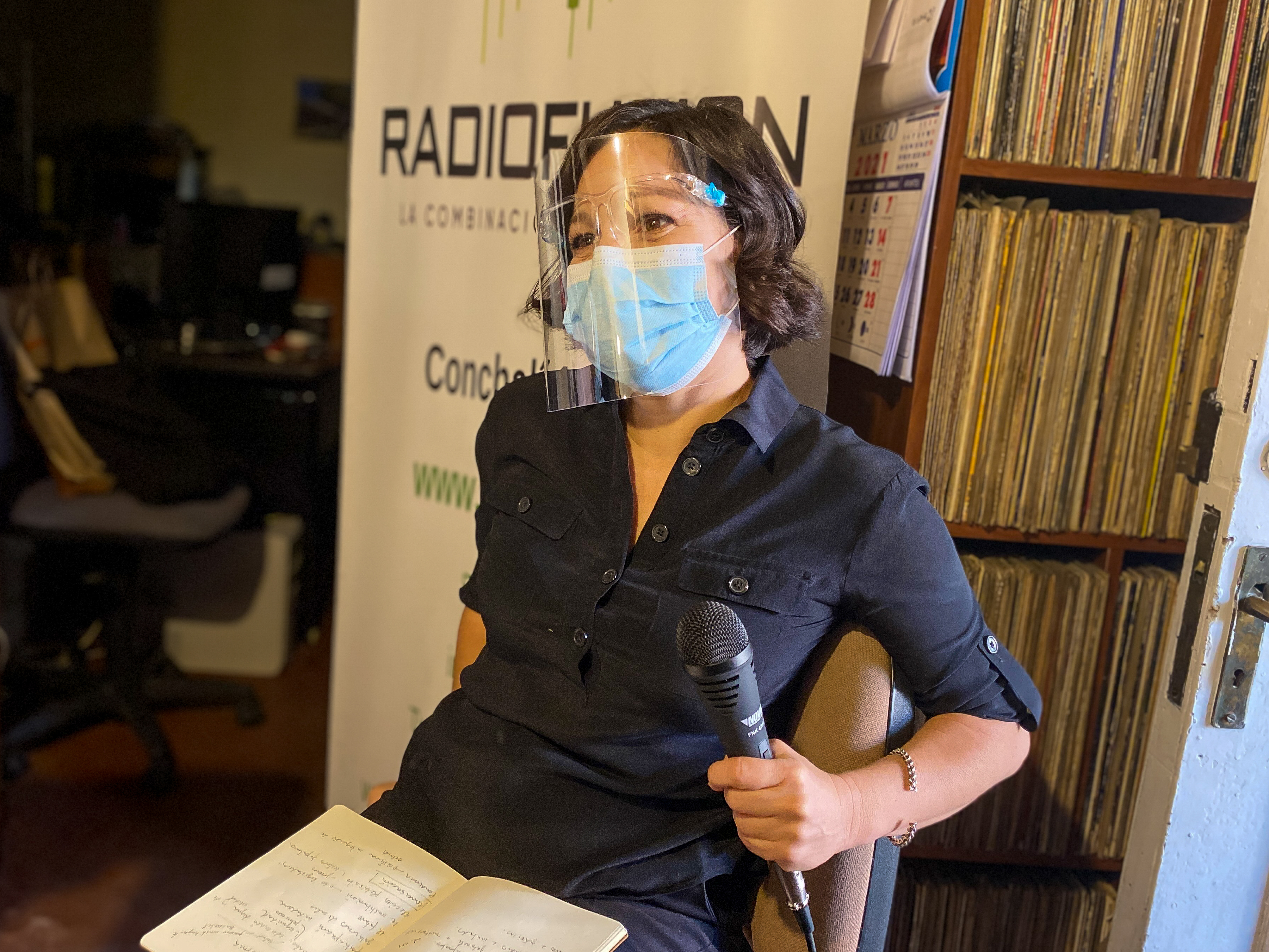
Parada durante la realización de un foro radial de la campaña «Chile Constituyente» en abril de 2021.

En noviembre de 2019 renunció a RD, en desacuerdo con la decisión del partido de respaldar una acusación constitucional contra el presidente Sebastián Piñera por el accionar policial durante el estallido social iniciado en octubre de ese año. En abril de 2020, Parada firmó una carta con el presidente de la Sofofa, Bernardo Larraín Matte, y el arquitecto Alejandro Aravena, en la cual llamaron a la búsqueda de acuerdos en el marco de la pandemia de COVID-19.
En marzo de 2021, el gobierno de Piñera anunció que la ONG Corporación Libertad y Comunicaciones –integrada por Parada– lideraría una campaña llamada «Chile Constituyente, Nuestro Futuro, Nuestra Constitución» en el marco de las elecciones de convencionales constituyentes. La iniciativa fue cuestionada por el diputado Tomás Hirsch, quien envió un oficio solicitando antecedentes para demostrar la idoneidad de la corporación, que recibió 25 millones de pesos asignados mediante trato directo.
En abril de ese mismo año se sumó a la campaña de Ignacio Briones, precandidato de Evópoli a las primarias de la coalición de centroderecha Chile Vamos, decisión que fue criticada por dirigentes de izquierda e incluso por su hermano Camilo. Sin embargo, Parada fue respaldada por 100 representantes de la centroizquierda e independientes, incluyendo a figuras de la ex Concertación y otras personalidades tales como Cristián Warnken.
En 2022 anunció su apoyo a la opción «Rechazo» a la propuesta de nueva Constitución en el plebiscito de septiembre de ese año, siendo la vocera del grupo «Una que nos una», que también integran Ximena Rincón y Felipe Harboe. El grupo apareció en la franja electoral del «Rechazo», en tiempo cedido por Chile Vamos, con una pieza que invocaba la propaganda del «No» en el plebiscito de 1988, lo cual generó amplias críticas desde creadores de dicha franja y figuras de la izquierda y centroizquierda.

## Filmografía

### Cine
| Películas | Películas                    | Películas  | Películas       |
| Año       | Película                     | Rol        | Director        |
| --------- | ---------------------------- | ---------- | --------------- |
| 2009      | Teresa, crucificada por amar | Clementina | Tatiana Gaviola |

### Teleseries
| Teleseries | Teleseries         | Teleseries           | Teleseries |
| Año        | Teleserie          | Rol                  | Canal      |
| ---------- | ------------------ | -------------------- | ---------- |
| 1984       | La torre 10        | Karen Benoit         | TVN        |
| 1985       | Marta a las ocho   | Marcelita Prado      | TVN        |
| 1986       | La dama del balcón |                      | TVN        |
| 1992       | Trampas y caretas  | María José Villagrán | TVN        |